# قبة كوتشك
قبة كوتشك (بالفارسية: گنبد کوچک) هي قبة تاريخية تعود إلى الدولة الإلخانية، وتقع في مقاطعة نيسابور.